# マリナレーダ
マリナレーダ（西: Marinaleda）は、スペイン・アンダルシア州セビリア県のムニシピオ（基礎自治体）。コマルカ（郡）としてはシエラ・スール・デ・セビリアに属する。面積は25km2であり、2014年の人口は2,748人。社会民主的・協同組合的な自治体であると自己定義しており、公式サイトでは「集産経済のための共産主義」と説明されている。メディアなどからは「共産主義者のユートピア」と呼ばれることもある。

## 地理
マリナレーダの地理的座標は北緯37度22分 西経4度57分 / 北緯37.367度 西経4.950度である。セビリア県北東部にはグアダルキビール川の支流であるヘニル川が流れており、さらにヘニル川の支流であるブランコ川がマリナレーダの西側を流れている。セビリア県東部は標高数百mの土地が続いており、マリナレーダは標高205mにある。アンダルシア州の州都セビリアからは東108kmの距離にあり、コルドバ県の県都コルドバ、マラガ県の県都マラガからもほぼ等距離にある。コマルカ（郡）としてはセビリア県東部のシエラ・スール・デ・セビリアに属する。比較的大きな近隣の自治体には、エステパ、オスナ、エシハがあり、高速鉄道AVEマドリード＝マラガ線の駅があるコルドバ県プエンテ・ヘニルにも近い。マリナレーダに鉄道路線は通じていないが、オスナにはセビリアとマラガを結ぶ鉄道路線の駅があり、プエンテ・ヘニルにはコルドバとマラガを結ぶ在来線の駅もある。
自治体としてのマリナレーダは、西側のマリナレーダ地区、東側のマタレドンダ地区のふたつに分かれており、東西に走るリベルタ通りが両地区を結んでいる。マリナレーダ地区には診療所、図書館、農場労働者組合、成人センター、食品加工工場などがあり、マタレドンダ地区には自治体庁舎、学校、保育所、文化センターなどがある。両地区に挟まれた地域には自然公園があり、屋外円形劇場、サッカー場、労働者スタジアム、市立屋外プールなどがある。

### 気候
マリナレーダに気象観測所は存在せず、西23kmのオスナに気象観測所がある。マリナレーダの気候はアンダルシア州の他地域同様に、典型的な地中海性気候である。降水量は秋季と冬季に比較的多いものの、年間を通じて不規則である。2001年から2010年の年平均降水量は477mmであり、年平均湿度は61%だった。年平均気温は摂氏17.5度であり、昼間と夜間に極端な気温差がある。夏季は暑く乾燥しており、夏季の最高気温は摂氏36度近くにも達する。
| マリナレーダの気候    | マリナレーダの気候 | マリナレーダの気候 | マリナレーダの気候 | マリナレーダの気候 | マリナレーダの気候 | マリナレーダの気候 | マリナレーダの気候 | マリナレーダの気候 | マリナレーダの気候 | マリナレーダの気候 | マリナレーダの気候 | マリナレーダの気候 | マリナレーダの気候 |
| 月                    | 1月                | 2月                | 3月                | 4月                | 5月                | 6月                | 7月                | 8月                | 9月                | 10月               | 11月               | 12月               | 年                 |
| --------------------- | ------------------ | ------------------ | ------------------ | ------------------ | ------------------ | ------------------ | ------------------ | ------------------ | ------------------ | ------------------ | ------------------ | ------------------ | ------------------ |
| 日平均気温 °C （°F）  | 10 (50)            | 11 (52)            | 14 (57)            | 16 (61)            | 20 (68)            | 26 (79)            | 28 (82)            | 28 (82)            | 23 (73)            | 18 (64)            | 12 (54)            | 10 (50)            | 18 (64)            |
| 降水量 mm （inch）    | 59 (2.32)          | 94 (3.7)           | 67 (2.64)          | 36 (1.42)          | 42 (1.65)          | 12 (0.47)          | 27 (1.06)          | 32 (1.26)          | 60 (2.36)          | 86 (3.39)          | 126 (4.96)         | 87 (3.43)          | 728 (28.66)        |
| 出典：国立気象局(INM) |                    |                    |                    |                    |                    |                    |                    |                    |                    |                    |                    |                    |                    |

## 歴史

### 古代・中世
アンダルシア地方における最初の人間集落の痕跡は、約5,000年前の後期新石器時代と金石併用時代に遡る。石器、種子の痕跡、住居跡などが発掘されている。古代ローマ人は大きな存在感を残しており、この時代に現在のアンダルシア地方に村々が建設された。ローマ街道がアステヒ地域（現在のエシハからオスティッポに相当する地域）の村々を繋いでマリナレーダに至っており、この時代の多くの出土物が発見されている。
イベリア半島は8世紀にイスラーム教徒によって征服された。マリナレーダにおけるアラブ人の存在はガリャペ塔やアルオノス要塞などの建造物に見ることができる。13世紀にはキリスト教徒の君主がアラブ人の領域を再征服し、マリナレーダはサンティアゴ騎士団の支配下にあった。

### 近世・近代
16世紀にはフェリペ2世が村を初代エステパ侯爵に与え、19世紀に荘園が解かれるまでマリナレーダの村はエステパ侯爵の所有下にあった。特にエステパ伯爵などの大土地所有者が日雇い労働者を呼び寄せたため、マリナレーダは人口集中地として成長した。土地を持たない労働者は一日に2レアルを稼ぎ、1751年にはこのような労働者のための60軒の家があったという。
18世紀、マリナレーダには3人の聖職者がおり、エシハに住んでいたペニャフロール侯爵が所有する商店があった。主要な経済活動は灌漑を用いない農業だった。アンダルシア地方の中央部は「盗賊のゆりかご」と呼ばれ、長年にわたって盗賊の縄張りだった。19世紀にはマリナレーダにも自治体住民が関与するいくつかの盗賊団が存在した。エル・テンプラニーリョ、フランシスコ・リオス・ゴンサーレス、フアン・カバリェロなどが盗賊団のボスとして有名である。19世紀のアンダルシア地方では、それまで共有地や教会所有地だった土地を貴族などが買い占め、大土地所有者と小作農という構図が顕著になった。この土地の労働者は何度も抵抗運動を繰り広げたが、そのたびにグアルディア・シビル（治安警察）に鎮圧された。

### 現代

#### フランコ政権下
1931年のマリナレーダの人口は2,318人であり、うち投票権があったのは317人にすぎなかった。1931年4月12日の選挙では君主制支持者が勝利したが、5月31日の選挙では共和政支持者が勝利した。スペイン第二共和政時代最後となった1936年2月16日の選挙ではスペイン人民戦線が勝利した。1930年代後半のスペイン内戦開始時、クーデターを支持した軍隊がビセンテ・セハス・モレーノ市長、市長の息子を含め、少なくとも30人の住民を殺害した。内戦終結後、マリナレーダの住民は貧困・飢餓・弾圧に苦しんだ。貧しい住民は農園地からオリーブやドングリの実を拾い集めて飢えをしのいだ。
1960年代にはスペインで工業化が開始され、マリナレーダからスペイン国内では特にカタルーニャ地方、またドイツ、フランス、スイスなどの他国への移住が奨励された。1975年に総統のフランシスコ・フランコが死去し、彼が設立した独裁制は代表制民主主義に道を譲った。1970年代後半のマリナレーダは失業率が60%を越え、極貧状態にあった。1977年、農場労働者組合(SOC)のマリナレーダ支部が設立された。1978年1月には農場労働者組合が土地所有闘争を開始し、町から32km離れたオスナとロス・コラレスの間にあるボカティナハの農場を2日間占拠したが、治安警察によって制圧されて労働者組合の何人かが投獄された。1978年にはスペイン1978年憲法が制定されたが、マリナレーダは自治体の公式見解として国民投票への棄権を表明した。

#### 民主化後
フランコ死去後の民主化移行期、1979年に初の総選挙が開催された。マリナレーダでは労働者統一団体(CUT)が得票率76%、中道右派の民主中道連合が22%を得て、労働者統一団体が自治体議会の11議席中9議席を得た。労働者統一団体は自らの政治思想をスペイン共産党(PCE)よりも左に位置づけているが、マルクス・レーニン主義やトロツキー主義の団体ではなく、無政府主義を行動で実践する団体である。30歳のフアン・マヌエル・サンチェス・ゴルディージョが民主化後初のマリナレーダ首長に就任した。新市議会は町にあるいくつかの通りや広場の名称を左翼の英雄の名前に変更している。例えば、フランコ政権で大臣を務めたムニョス・グランデスの名を冠していた通りは、キューバ革命を成立に導いたチェ・ゲバラの名を冠した通りとなった。スペイン広場は国民広場となり、フランシスコ・フランコ広場は、元チリ大統領でマルクス主義のサルバドール・アジェンデの名を冠した広場となった。19世紀のカディス市長で無政府主義者のフェルミン・サルボチェアの名を冠した通り、「アンダルシアの父」と呼ばれる作家のブラス・インファンテの名を冠した通りも誕生した。その他には、フェデリコ・ガルシア・ロルカ、パブロ・ネルーダ、アントニオ・マチャードなどの詩人の名を冠した通りも誕生している。
民主化移行期以後の10年間、マリナレーダの住民は土地を手に入れるために、アンダルシア地方の空港、駅、政府所有施設、農場、宮殿などを占拠し、道路を封鎖し、デモ行進などを行い、ハンガーストライキを行った。猛暑だった1980年夏にはアンダルシア地方各地でストライキが勃発したが、マリナレーダの人々は賃金上昇や古い雇用制度の厳格な規定を要求し、8月17日から700人が9日間のハンガーストライキを実行した。アンダルシア地方各地に小規模のハンガーストライキ、ゼネスト、占拠やデモ活動が広がり、労働大臣とセビリア市民政長官はアンダルシア地方の失業対策として2億5,300万ペセタの支援を約束した。この行動によって、マリナレーダは全国紙に取り上げられてスペイン中に反響を起こした上に、世界的な注目を集め、自治体とゴルディージョ市長の知名度が上昇した。この行動の成功が土地闘争の激化につながり、「そこで働く人々の土地」というスローガンの下で大土地所有者の所有地の占拠が行われた。1984年、インファンタード公爵の所有地である1,200ヘクタールのエル・ウモーソ農場(スペイン語版)に灌漑設備を設置することを求めて、人々はコルドビーリャ湿地を30日間占拠し、このことが後の自治体による農場取得を容易にした。1985年には人々が占拠した土地が少なくとも100か所にも及び、日数では90日間を超えた。これらは様々な訴訟につながった。翌年にセビリア万国博覧会を控えた1991年には、アンダルシア州政府がエル・ウモーソ農場をインファンタード公爵から購入（購入額は不明）し、州政府によって自治体に譲渡された。マリナレーダは1990年代を通して闘争を続け、スペイン銀行の占拠、高速鉄道AVEの走行の妨害、マラガ＝コスタ・デル・ソル空港とセビリア空港への侵入、サン・テルモ宮殿やラジオ局のカナル・スールの占拠、シエラ・スールとセビリアでの道路封鎖などを行った。
1997年には灌漑設備がエル・ウモーソ農場全体に拡張され、農場を共同で開墾するためにマリナレーダS.C.A.協同組合が設立された。3年後の2000年には食品加工工場が設立され、協同組合によって供給されるピキーリョ（赤ピーマン）、豆類、アーティチョーク、オリーブなどを加工している。その後にはオリーブ・オイルの搾油機も導入された。食品加工品の生産量は増加し続け、それにともなって雇用者数も増加し続けている。2008年の世界的な経済危機は2010年にはスペインやギリシャなど南ヨーロッパの国々に大きな影響を与えた。アンダルシア州では失業率が30%にまで上昇したが、マリナレーダではこの時期でさえほぼ完全な雇用を実現しており、2013年時点の失業率は5-6%だった。マリナレーダの地域社会で実行され、経済発展と住民の幸福の面で良い結果が得られている社会的・政治的制度は、国内外のメディアの目をマリナレーダに惹きつけている。
2011年にはマドリードのプエルタ・デル・ソル広場で起こった5月15日の占拠運動（15-M）を起点として、スペイン各地で既存政党に対する抗議運動が行われた。これ以前から類似の行動を起こしていたマリナレーダは15-Mで発言力を高め、テレビ、新聞、アンダルシア州議会など数多くのメディアにゴルディージョ市長が登場して発言した。2011年末にサルバティエラ公爵がマリナレーダに対して挑発的な発言を行うと、マリナレーダ市民はサルバティエラ公爵の土地を占領した。サルバティエラ公爵は自らの発言を撤回してマリナレーダ市民に謝罪し、実際にマリナレーダを訪れてゴルディージョ市長と面会した。ゴルディージョ市長は2012年までに7度投獄されて2度暗殺未遂に遭っている。
2012年8月、200人以上の労働者が国防省の所有地を18日間にわたって占拠し、他の自治体首長に対して債務を返済しないよう呼び掛けた。また、左派の共産主義労働組合であるSOC-SATとともに、カディス近郊のカルフール、エシハのメルカドーナという、スーパーマーケットチェーン2店舗の商品で食料品を略奪し、それらの商品を非営利団体のフードバンクに寄贈したり、集合住宅や市民会館を占拠しているホームレスに分け与えた。新聞では一面を飾り、テレビではトップニュース扱いを受け、ロイターや国際的ニュースワイヤによって世界中に拡散された。この不法行為によって、ゴルディージョ市長は「ロビン・フッド市長」、「スペインを危機から救うドン・キホーテ」、「スペインのウィリアム・ウォレス」などと呼ばれるようになり、マリナレーダは世界中のメディアに取り上げられた。ゴルディージョ市長とマリナレーダはさらなる脚光を浴び、メディアからの取材依頼が殺到したが、ゴルディージョ市長らの首謀者は7か月の懲役刑を受けている。2012年9月には衣料品チェーンのH&Mがゴルディージョの握りこぶしをデザインしたTシャツを作り、2012年冬にはゴルディージョがチリゴタ（カディス地方発祥の風刺的フォークソング）に歌われた。

## 人口
| マリナレーダの人口推移 1887－1991                       |
|                                                         |
| 出典:INE（スペイン国立統計局）1900年 - 1991年、1996年 - |

| マリナレーダの人口推移 1999－2014                       |
|                                                         |
| 出典:INE（スペイン国立統計局）1900年 - 1991年、1996年 - |

## 政治

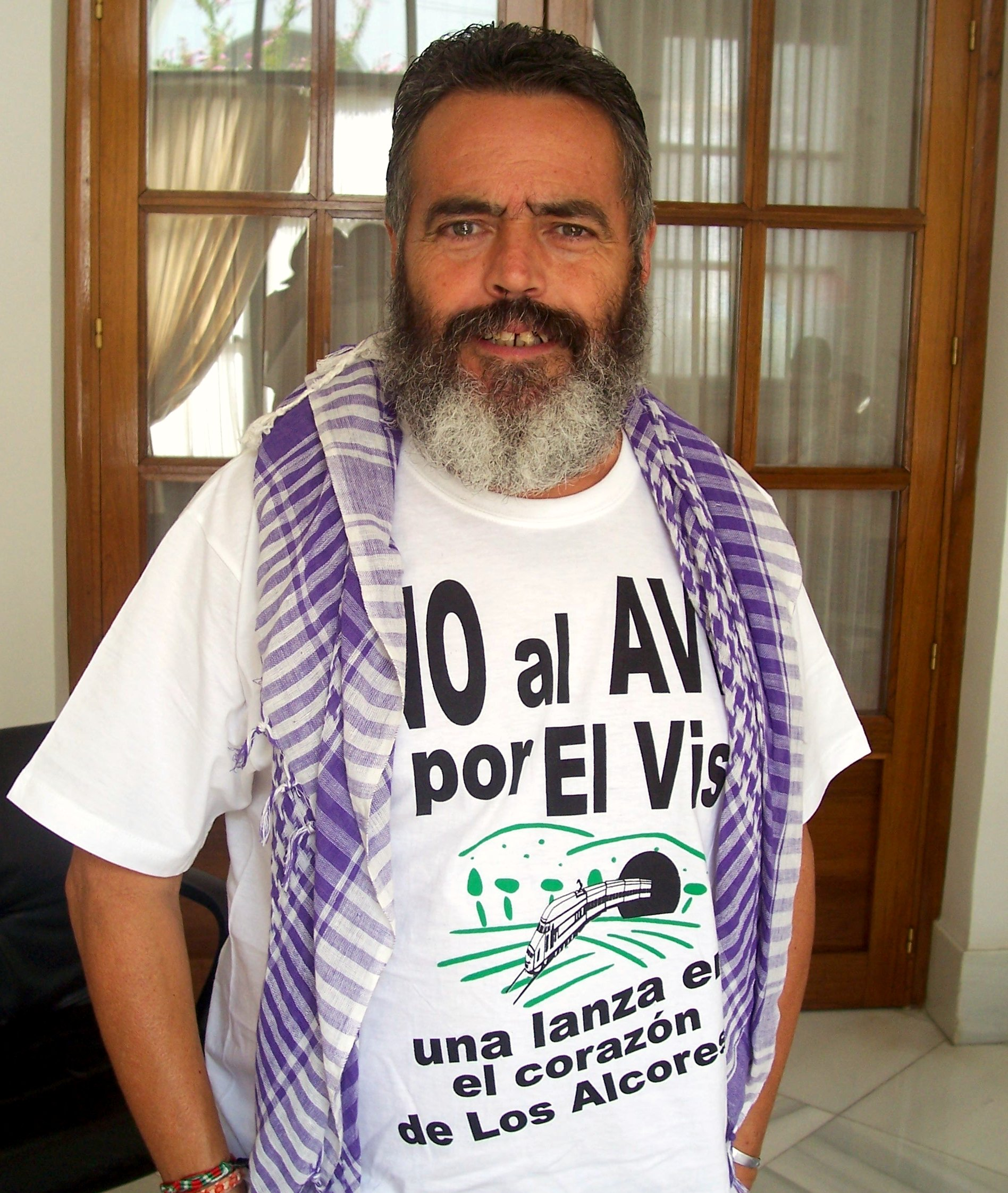
ゴルディージョ市長

1979年には民主化後初の地方自治体選挙が実施され、30歳のフアン・マヌエル・サンチェス・ゴルディージョが当選した。統一左翼(IU)のゴルディージョは35年以上にわたって再選され続けている。ゴルディージョはマリナレーダを「平和のための理想郷」にすることに注力し、自治体警察を置かないことで年間35万ドルを節約している。加えて、町にある建物の白塗りの壁や通りには、チェ・ゲバラなどラテンアメリカの左翼主義者に因んだ政治的壁画や革命的スローガンが飾られている。
マリナレーダは農場労働者による社会政治的闘争の長い伝統を有しており、そのことが政治的多様性や社会的進歩の達成に決定的な影響を与えた。1979年から1987年まで、左派の労働者団結集団＝アンダルシア左翼ブロック(CUT-BAI)が自治体議会与党だった。その後CUT-BAIはスペイン共産党(PCE)を中心とした統一左翼(IU)に合流し、現在では統一左翼が政権を担っている。マリナレーダ市議会にいる統一左翼の議員のほとんどは、基本的にはCUT-BAIのメンバーである。

### 歴代首長
| マリナレーダ首長 | マリナレーダ首長                             | マリナレーダ首長                                  |
| 在任期間         | 名前                                         | 政党                                              |
| ---------------- | -------------------------------------------- | ------------------------------------------------- |
| 1979-1983        | フアン・マヌエル・サンチェス・ゴルディージョ | 労働者団結集団＝アンダルシア左翼ブロック(CUT-BAI) |
| 1983-1987        | フアン・マヌエル・サンチェス・ゴルディージョ | 労働者団結集団＝アンダルシア左翼ブロック(CUT-BAI) |
| 1987-1991        | フアン・マヌエル・サンチェス・ゴルディージョ | 統一左翼(IU)                                      |
| 1991-1995        | フアン・マヌエル・サンチェス・ゴルディージョ | 統一左翼(IU)                                      |
| 1995-1999        | フアン・マヌエル・サンチェス・ゴルディージョ | 統一左翼(IU)                                      |
| 1999-2003        | フアン・マヌエル・サンチェス・ゴルディージョ | 統一左翼(IU)                                      |
| 2003-2007        | フアン・マヌエル・サンチェス・ゴルディージョ | 統一左翼(IU)                                      |
| 2007-2011        | フアン・マヌエル・サンチェス・ゴルディージョ | 統一左翼(IU)                                      |
| 2011-2015        | フアン・マヌエル・サンチェス・ゴルディージョ | 統一左翼(IU)                                      |

### 自治体議会
スペインの自治体の議会定数は人口規模によって規定されており、マリナレーダの議会定数は11である。2003年の地方自治体選挙では統一左翼(IU)が得票率71%を獲得したが、2007年選挙では統一左翼の得票率が61%に下落し、中道左派のスペイン社会労働党(PSOE)のアンダルシア州支部であるアンダルシア社会党(PSOE-A)が4議席を獲得して躍進した。2011年選挙では統一左翼が得票率73%で9議席、スペイン社会労働党(PSOE)のアンダルシア州支部であるアンダルシア社会党(PSOE-A)が2議席を獲得した。2012年3月に行われた選挙では、統一左翼が1,199票、社会労働党が331票、中道右派の国民党(PP)が222票、その他が24票を獲得した。2000年代まで、マリナレーダは社会労働党が自治体議会与党を務める「鉄のベルト」と呼ばれる村々に囲まれていた。
| マリナレーダ議会選挙結果   | マリナレーダ議会選挙結果 | マリナレーダ議会選挙結果 | マリナレーダ議会選挙結果 | マリナレーダ議会選挙結果 | マリナレーダ議会選挙結果 | マリナレーダ議会選挙結果 |
| 政党                       | 2011年                   | 2011年                   | 2011年                   | 2007年                   | 2007年                   | 2007年                   |
| -------------------------- | ------------------------ | ------------------------ | ------------------------ | ------------------------ | ------------------------ | ------------------------ |
| 政党                       | 得票数                   | 得票率(%)                | 議席                     | 得票数                   | 得票率(%)                | 議席                     |
| 統一左翼(IULV-CA)          | 1,387                    | 73.08                    | 9                        | 1,092                    | 61.87                    | 7                        |
| アンダルシア社会党(PSOE-A) | 406                      | 21.39                    | 2                        | 620                      | 35.13                    | 4                        |
| 国民党(PP)                 | 77                       | 4.06                     | 0                        | 22                       | 1.25                     | 0                        |

| 統一左翼(IU): 9               | フアン・マヌエル・サンチェス・ゴルディージョ（市長） |
| 統一左翼(IU): 9               | ラファエラ・バスケス・ヒメネス                       |
| 統一左翼(IU): 9               | アントニオ・サンチェス・イノホーサ                   |
| 統一左翼(IU): 9               | フアニータ・サンチェス・アイレス                     |
| 統一左翼(IU): 9               | アントニオ・ホセ・モンテネグロ・ロドリゲス           |
| 統一左翼(IU): 9               | エスペランサ・デ・ロサリオ・サーベドラ・マルティン   |
| 統一左翼(IU): 9               | ロムアルド・ロメーロ・アイレス                       |
| 統一左翼(IU): 9               | ロシーオ・ロドリゲス・サーベドラ                     |
| 統一左翼(IU): 9               | マヌエル・プラダス・マルティン                       |
| アンダルシア社会党(PSOE-A): 2 | マリアーノ・プラダス・サーベドラ                     |
| アンダルシア社会党(PSOE-A): 2 | ホセ・ロドリゲス・コバーチョ                         |

## 経済

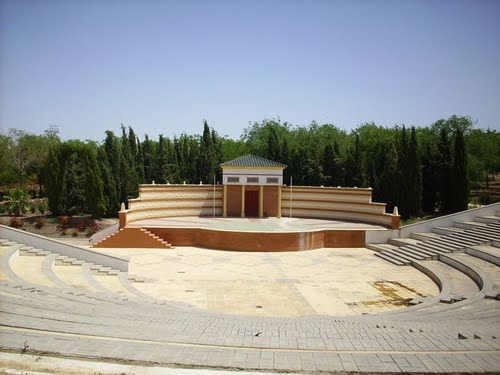
屋外円形劇場

1991年には全労働人口のうち78%が農業従事者だった。自治体は2,650人の労働者が加入する農業協同組合を運営している。マリナレーダの周囲にはオリーブ畑があるが、マリナレーダの町の近くではほとんど農業は行われていない。自治体の協同組合が所有する農場は町の11km北に位置しており、小麦だけでなく、アーティチョーク、トウガラシ、ブロッコリー、ソラマメなど労働集約的な作物を栽培している。自治体内にはオリーブ・オイルの加工工場、野菜の加工・缶詰工場があり、後者は1990年代に建設された。
自治体内の施設としては、広大な自然公園（屋外円形劇場、労働者スタジアム、多目的スポーツ施設）、市立屋外プールなどが存在する。自治体内のふたつの地区それぞれにカトリック教会があるが、神父は常駐していない。ゴルディージョ市長はローマ・カトリックの影響を労働者から排除することを掲げており、マリナレーダは「宗教的でない」町を宣言している。

## 都市計画
マリナレーダは不動産投機によって引き起こされた全国的な住宅危機の例外を示している。マリナレーダでは居住希望者が自己建設プログラムにしたがって自力で住居を建設する。15ユーロ/月以上の住宅ローンを支払うことなく自分の家が持てるため、マリナレーダの自己建設プログラムは全国ニュースでも紹介されている。
マリナレーダ市政府は新たな住宅を建設するために、合わせて数千平方メートルの土地を購入したり没収したりし、自治体の共有地に当てている。マリナレーダへの居住希望者は、建設会社に頼ることなく自らの力で住居を建てる必要がある。土地は自治体から提供され、レンガやモルタルなどの建設資材、建設計画についてはアンダルシア州政府から公的助成がなされる。建築の専門家による無料の支援も行われる。居住希望者が建設に費やす時間は一般的に450日間であり、住居の建設に費やした時間は住居の総費用から差し引かれる。マリナレーダの協同組合加入者は自治体から割り当てられた労働をこなすことで、最大1,552ユーロ/月の給料を受け取り、この中から住宅ローンとして15ユーロ/月を支払う。投機対象となることを防ぐために、マリナレーダ市民は住居の売却が禁止されている。これらの施策はアンダルシア州政府とスペイン中央政府の多大な負担の上で成り立っており、州政府は建設資材費として1軒につき約18,000ユーロを負担している。
マリナレーダの住民は、3つの寝室、1つのバスルーム、100m2の庭を持つ家に住んでおり、これらの家は将来的な増築が可能である。マリナレーダの総人口は3,000人以下にすぎないが、近年だけでもこのスキームに従って350軒の一戸建てが建設されている。
原則として1か月に1回、マリナレーダでは日曜日の朝に「赤い日曜日」と呼ばれる儀式的な活動が行われる。公園の花壇の手入れ、公共施設の壁の塗り直し、道路の清掃、収穫物の運搬などであり、賃金が発生しない自主的な活動である。

## スポーツ
マリナレーダは総費用約120万ユーロをかけた多目的スポーツ施設を有している。500席を備えた体育館では、バレーボール、ハンドボール、屋内テニス、フットサル、体操競技を行うことができる。この多目的スポーツ施設の敷地内にはジムもあり、屋外には人工芝のサッカー場、テニスコート4面がある。この複合施設の建物正面にはチェ・ゲバラの肖像が描かれている。
1986年にはサッカークラブのUDマリナレーダが設立され、1986年から2006-07シーズンまでは6部相当のセビリア県1部リーグに属していた。2007-08シーズンには初めて5部相当のアンダルシア州1部リーグでプレーし、2009-10シーズンには初めてテルセーラ・ディビシオン（4部）でプレーし、テルセーラ・ディビシオンに3シーズン在籍した。2012-13シーズンは再びアンダルシア州1部リーグでプレーしていたが、シーズン途中の2013年1月に資金不足から撤退を決めた。2013-14シーズンは再び6部相当のセビリア県1部リーグ所属となった。UDマリナレーダは天然芝で800人収容のマリナレーダ市営スタジアムをホームスタジアムとしている。UDマリナレーダのエンブレムは自治体の紋章に似ているが、緑地の上部に「UD」という文字が刻まれ、赤地の下部に「Marinaleda」という文字が刻まれている。

## 文献

### 関連文献
- Sánchez Gordillo, Juan Manuel (1980) Marinaleda: Andaluces, levantaos
  - フアン・マヌエル・サンチェス・ゴルディージョ市長が1980年に出版した書籍。タイトルは「マリナレーダ アンダルシア人よ、立ち上がれ」という意味であり、「アンダルシアの父」と呼ばれるブラス・インファンテが1936年に発表した讃美歌のタイトルに由来する。
- Talego, Félix (1995) "Cultura del trabajo jornalera, poder popular y liderazgo mesiánico. Antropologiá política de Marinaleda" Revista de Antropología Social, 4: 131-151.
  - セビリア大学の人類学者のフェリクス・タレゴがマリナレーダに1年間滞在して著した博士論文。後に書籍化された。タイトルは「労働者文化、人民の力と救世主的リーダー: マリナレーダの政治人類学」という意味。

### 資料
- Victoria Burnett To Capitalist Folly, Town in Spain Offers Reply ニューヨーク・タイムズ, 2009年4月23日
- Yorgos Angelopoulos "Χωρίς παπά και χωροφύλακα" Τα Νέα, 2010年4月20日 （ギリシア語）.
- Dan Hancox "The Spanish Robin Hood" ガーディアン, 2012年8月15日
- Dan Hancox (2013). The Village Against The World. Verso. ISBN 978-1-78168-130-5
- Dan Hancox (October 19, 2013). Spain's communist model village ガーディアン, 2013年10月20日